# IC 1842
IC 1842 ist eine Galaxie vom Hubble-Typ S im Sternbild Widder auf der Ekliptik. Sie ist schätzungsweise 286 Millionen Lichtjahre von der Milchstraße entfernt.
Das Objekt wurde am 22. Dezember 1897 von Stéphane Javelle entdeckt.